# ワールド商事
ワールド商事（ワールドしょうじ）は、岐阜県揖斐郡大野町にある衣服の製造および卸売を行う企業。

## 主なブランド
LOUIS VERSUS(ルイバーサス)
犬のキャラクター「ルシアン・フェローチェ」をデザインしたブランド。2000年代にヤンキー達を中心に流行した。ワールド商事は設立当初から般若や龍などをデザインしたヤンキー、極道御用達の服を作っていたがあまり売れず、2000年代に入り社長が逆の発想で犬のキャラクターであるルシアン・フェローチェをデザインし、モチーフにしたところヒットした。